# Iglesia de Santa María (Limanes)
La iglesia de Santa María de Limanes se localiza en el lugar de Vallín, cabecera de la parroquia de Limanes, en el concejo de Siero (Asturias, España).

## Historia
Es un templo de carácter rural. Santa María de Limanes reúne todas las características de las sencillas iglesias rurales de origen local, tales como sus pequeñas dimensiones, los materiales pobres, el hecho de tener una sola nave y el estar poco decorada.
La fundación y edificación de la iglesia, puesta bajo la advocación de Santa María de la O, aparece documentada en época de la monarquía asturiana, bajo el reinado de Aurelio. Así, en el año 990 queda reflejada en el Cartulario de San Vicente de Oviedo la primera referencia documental al templo.
La iglesia es de planta de cruz latina, con cabecera cuadrada y dos cuerpos de edificación posterior adosados al frente Sur: cabildo junto a la nave y sacristía entre la cabecera y el crucero. Sus dimensiones globales son aproximadamente de 28 metros de largo por 19 de ancho, ocupando una superficie total aproximada de 387 metros cuadrados, incluyendo los cuerpos adosados.
La cabecera cuenta con una bóveda de cañón construida en piedra y decorada con pinturas alusivas a temas bíblicos. De dicha cabecera parte una única nave resuelta con bóvedas vaídas tabicadas de dos roscas de ladrillo con lunetos laterales y rematada en los pies con una espadaña. Los brazos del crucero se cubren con bóvedas de crucería de distinto desarrollo a izquierda y derecha. Al exterior, la cubierta se termina con faldones de teja árabe, a dos aguas en la nave y cabecera y a tres aguas en el crucero. El cabildo tiene cubierta independiente a un agua y la sacristía la suya a dos aguas.
La primera construcción de Santa María de Limanes es románica y puede datarse entre los siglos XI-XII. De esta obra románica conserva los siguientes elementos:
- Portada Sur, de arco apuntado, con guardapolvo e impostas de taqueado. Algunos canecillos de la cabecera (dos zoomórficos).

- Arco de triunfo, de doble arquivolta lisa sobre dos columnas a cada lado, con capiteles decorados con motivos vegetales, de entrelazos y zoomórficos.

La bóveda de cañón de la cabecera no está realizada a base de sillares labrados, sino que está formada por un conjunto de piedras, argamasa y relleno que forman un conjunto compacto de unos sesenta centímetros de espesor (60 cm.) con sección cilíndrica. Sobre este conjunto se apoyaba directamente la teja antes de las obras.
Uno de los brazos del crucero, el correspondiente a la capilla Sur, debió construirse posteriormente; su bóveda gótica y la existencia de una junta vertical muy clara en el encuentro con la nave así lo demuestran. La capilla Norte es posterior a la sur.
No se puede asegurar la fecha de construcción de la capilla Norte, pero sí se ha podido observar que su cimentación está realizada sobre los enterramientos existentes en el exterior de la nave, lo cual nos está indicando una fecha posterior a 1836, momento del último enterramiento realizado en el interior del templo.
El tipo de arcos y el acabado del suelo antes de su restauración (solera de mortero de cemento) nos sitúan en fechas de principios del XX. Las bóvedas vaídas de la nave, construidas con doble rosca de ladrillo, fueron realizadas después de la guerra civil, aproximadamente a mediados del siglo XX. La cubierta anterior era a dos aguas y con un falso techo que se demolió para realizar las bóvedas. La estructura de la cubierta actual es de cerchas de madera, compuestas de cuchillos españoles separados entre sí unos 2,50 metros.
La sacristía es una construcción de mediados del siglo XX, de menor importancia arquitectónica.
En la puerta de salida de la capilla Sur al Cabildo hay una fecha del siglo XVIII. Esto indica una posible fecha para la construcción del cabildo original, del cual encontramos restos de un solado realizado con enmorrillado de piedra, que se ha recuperado en la reciente restauración del templo. La iconografía de la cabecera representa varios temas de la vida de Cristo: Santa Cena, Oración en el Huerto de los Olivos, Prendimiento, Flagelación, Interrogatorio ante Anás y Caifás, Coronación de espinas, Camino del Calvario, Descendimiento, Piedad, Enterramiento y Resurrección; se ha perdido, en cambio, el motivo central de la composición, esto es, la Crucifixión. En el centro de la bóveda se representó un Pantocrátor. En la escena de la Santa Cena aparece en primer plano un fraile franciscano, con una jofaina-aguamanil en las manos, que podría retratar al autor de las pinturas.
Estas pinturas murales se ejecutan según los esquemas tradicionalmente heredados de época medieval, con el Pantocrátor y los tetramorfos en las zonas más altas de la bóveda y el despliegue escénico enmarcado de pasajes de la pasión de Cristo y la Santa Cena, siempre ubicada en el lado del evangelio, en la zona inferior o sobre la línea de imposta, separados del paramento. Este por una cenefa con florones o rosetas intercaladas, de gran carga clasicista, donde probablemente se hubiera desarrollado la escena principal de la crucifixión. Del tratamiento compositivo y formal de los cuadros y figuras, junto con la ornamentación, se puede deducir la ejecución pictórica en la segunda mitad del siglo XVI.